# Woodford (stacja metra)
Woodford – stacja londyńskiego metra położona w dzielnicy Woodford w gminie London Borough of Redbridge, w czwartej strefie biletowej. Znajduje się na trasie Central Line - pomiędzy stacjami South Woodford i Buckhurst Hill jadąc w kierunku Epping, natomiast w odgałęzieniu Woodford jest stacją końcową, poprzedzoną Roding Valley. W 2010 roku stacja obsłużyła 4,450 miliona pasażerów.
Stacja została otwarta 22 sierpnia 1856 przez Eastern Counties Railway, w ramach połączenia do Loughton, które to w 1865 roku zostało przedłużone do Epping i Chipping Ongar. 14 grudnia 1947 stacja stała się częścią Central Line.

## Połączenia
Stacja obsługiwana jest przez autobusy linii 275 i 549.

## Galeria

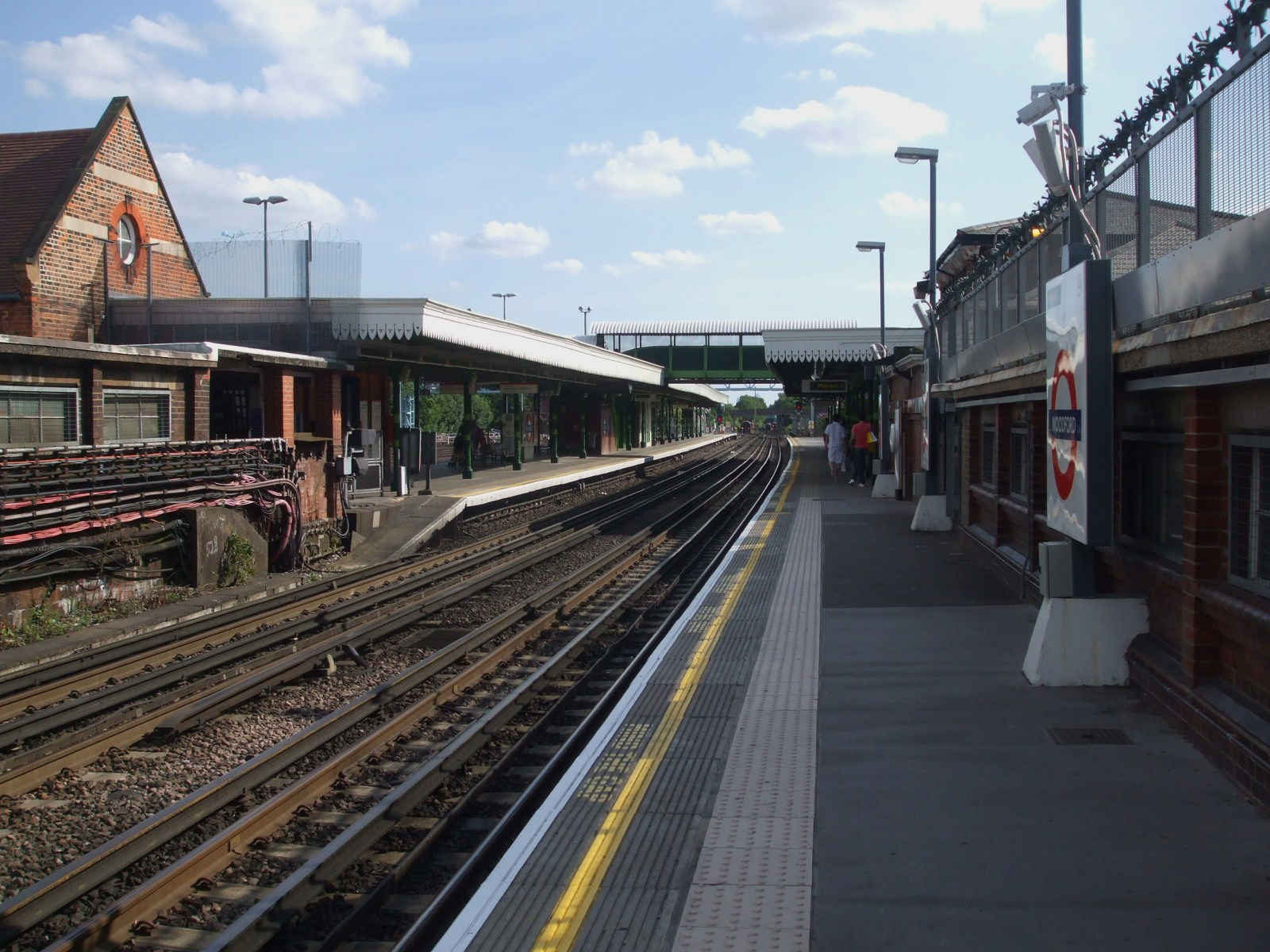
Platforma w kierunku zachodnim
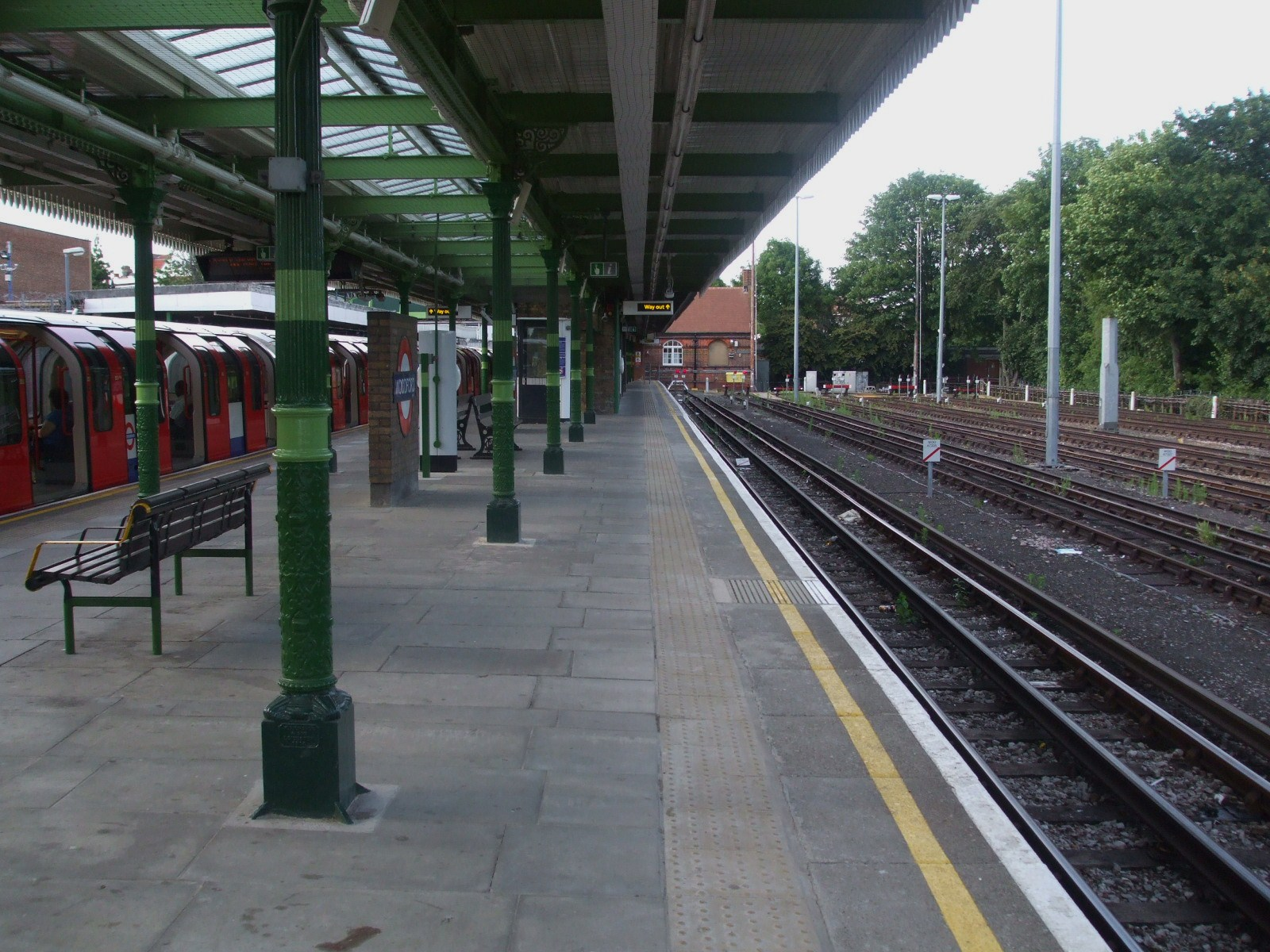
Platforma w kierunku wschodnim
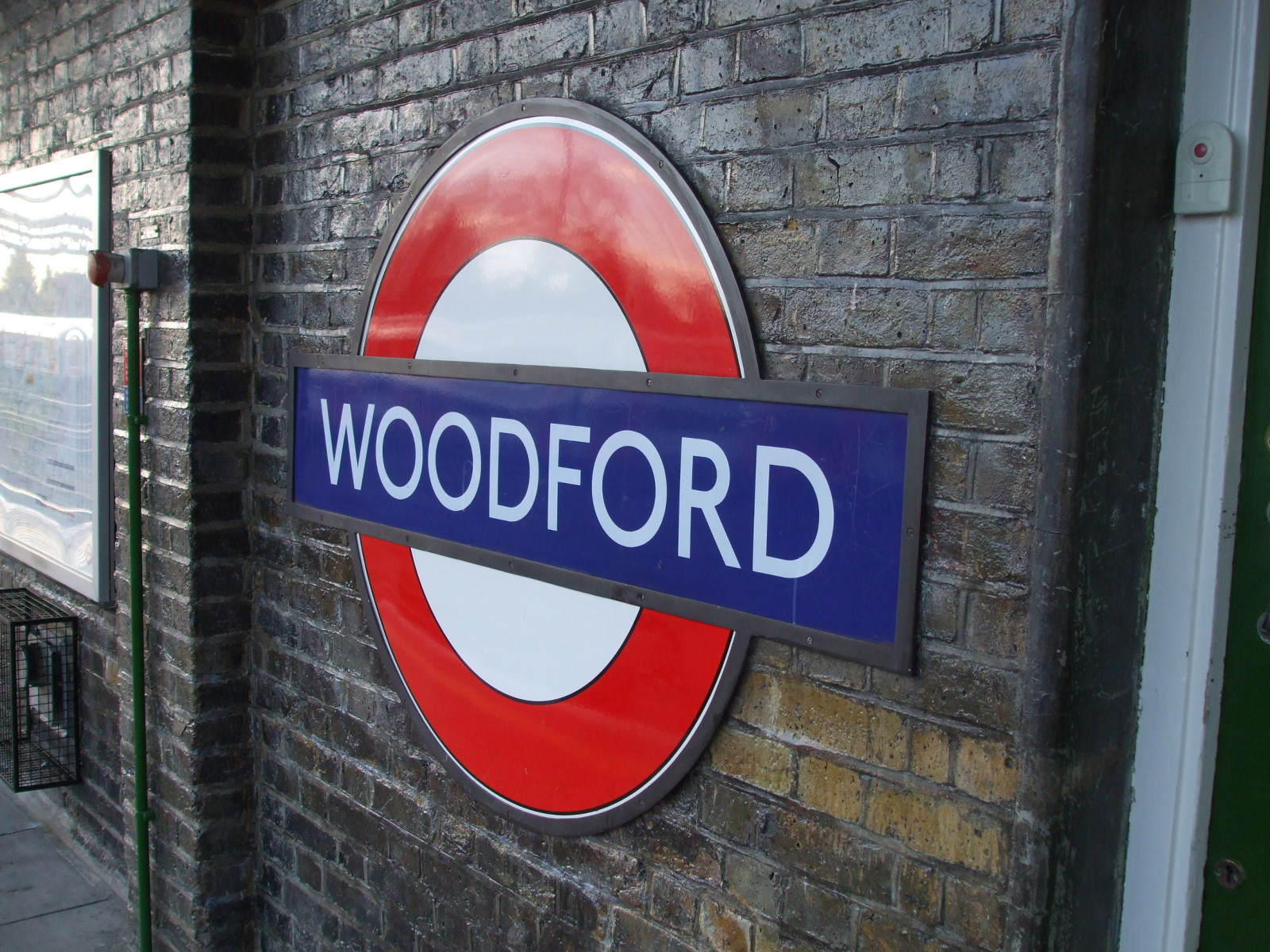
Symbol stacji